# Spoorlijn Ystad - St. Olof
De spoorlijn Ystad - St. Olof is een Zweedse spoorlijn van de voormalige spoorwegmaatschappij Ystad - Gärsnäs - St. Olofs Järnväg (afgekort: YGSt.OJ) gelegen in de provincie Skåne. De maatschappij bezat een spoorlijn tussen Köpingebro en St. Olof. Tussen Ystad en Köpingebro werd gebruikgemaakt van het traject van de Ystad - Eslövs Järnväg (YEJ).

## Geschiedenis
Tijdens een bijeenkomst in Hammenhög op 10 november 1871 werd geld ingezameld voor een haalbaarheidsstudie naar de kosten van een spoorlijn tussen Svenstorp - Hammenhög en Simrishamn. Door de lage opbrengst van de inzameling is de studie nooit uitgevoerd.

## Ystad - Gärsnäs Järnväg
Deze kwestie werd pas tijdens een vergadering in Ystad op 12 april 1893 meegedeeld en op 27 mei 1892 werd een concessie voor een traject tussen Köpingebro en Gärsnäs verstrekt. Dit traject was economisch interessant omdat er een suikerfabriek in aabouw was.
De Ystad - Gärsnäs Järnvägsaktiebolag (YGJ) werd op 12 april 1893 opgericht. De statuten van de YGJ werden op 7 juli 1893 goedgekeurd.
Met Simrishamn - Tommelilla Järnväg (STJ) werd een overeenkomst getekend over het gemeenschappelijk gebruik van het station Gärsnäs.
De YGJ begon in juli 1893 met de bouw van het traject. Het traject werd op 5 oktober 1894 geopend.
De YGJ werd op 1 september 1905 verkocht aan de Gärsnäs - St. Olofs Järnväg (GSt.OJ).

## Gärsnäs - St. Olofs Järnväg
In 1897 ontwikkelde de Gärsnäs - St. Olofs Järnväg (GSt.OJ) plannen voor de aanleg van een spoorlijn tussen Gärsnäs en Degeberga met een eventuele verlenging naar Brösarp.
De plaats Degeberga ligt tegenwoordig aan de voormalige Östra Skånes Järnvägsaktiebolag (ÖSJ). Op 9 september 1898 werd de concessie verleend.
Sinds de Gärds Härads Järnväg (GHJ) besloot het traject tussen Karpalund en Degeberga te verlengen naar Brösarp met aansluiting op het Simrishamn - Tomelilla Järnväg (STJ) traject tussen Brösarp en Tomelilla.
De Gärsnäs - St. Olofs Järnväg (GSt.OJ) werd op 27 februari 1899 als Gärsnäs - St. Olof Järnvägsaktiebolaget opgericht.
De concessie voor het traject tussen Gärsnäs en St. Olof werd in 1899 overgedragen aan de Gärsnäs - St. Olofs Järnväg (GSt.OJ).
Het traject van de Gärsnäs - St. Olofs Järnväg werd tussen januari 1900 en 30 juni 1902 gebouwd. Het traject werd op 15 juni 1902 geopend.
Met de Ystad - Eslövs Järnväg (YEJ) werd een overeenkomst getekend voor de inzet van het personeel en het rollend materieel.
Deze overeenkomst werd later bij het samenwerkingsverband Ystads Järnvägar (YJ) voortgezet.

## Nieuwe eigenaar
Na de fusie tussen de Ystad - Gärsnäs Järnväg (YGJ) en de Gärsnäs - St. Olofs Järnväg (GSt.OJ) werd de onderneming voort gezet onder de naam Ystad - Gärsnäs Järnväg (YGJ).
De stad Ystad was vanaf het begin een partner in de onderneming die vanaf 1 februari 1929 onder een nieuwe naam Ystad - St. Olofs Järnväg (YSt.OJ) verderging.

## Ystad - St. Olofs Järnväg
De Ystad - St. Olofs Järnvägsaktiebolag (YSt.OJ) was een spoorwegmaatschappij die vanaf het begin geconfronteerd werd met exploitatietekorten. De onderneming kwam tot het inzicht dat de opbrengst van het traject Ystad - St. Olof te weinig was om als zelfstandige onderneming te worden gerund. De onderneming werd daarom al snel ter verkoop aangeboden.
In de periode van SJ zijn geen grote veranderingen aan de infrastructuur uitgevoerd.
Ten behoeve van de veiligheid werden wel moderniseringen door licht seinen aangebracht.

## Sluiting
Op 27 september 1970 werd het traject tussen Köpingebro en Hammenhög zowel het personenvervoer als het goederenvervoer en het personenvervoer op het traject tussen Hammenhög en Gärsnäs gesloten.
Op 1 januari 1972 werd het personenvervoer en het goederenvervoer op het traject tussen Gärsnäs en St. Olof gesloten.
In de praktijk werd het traject sinds 27 mei 1962 niet meer gebruikt voor goederenvervoer.
Op 1 april 1984 werd op het traject tussen Hammenhög en Gärsnäs het goederenvervoer gestopt.
In de jaren 1970 - 1971 werden de sporen tussen Köpingebro en Hammenhög opgebroken. In 1985 werd het traject tussen Hammenhög en Gärsnäs opgebroken.

## Museumspoorlijn

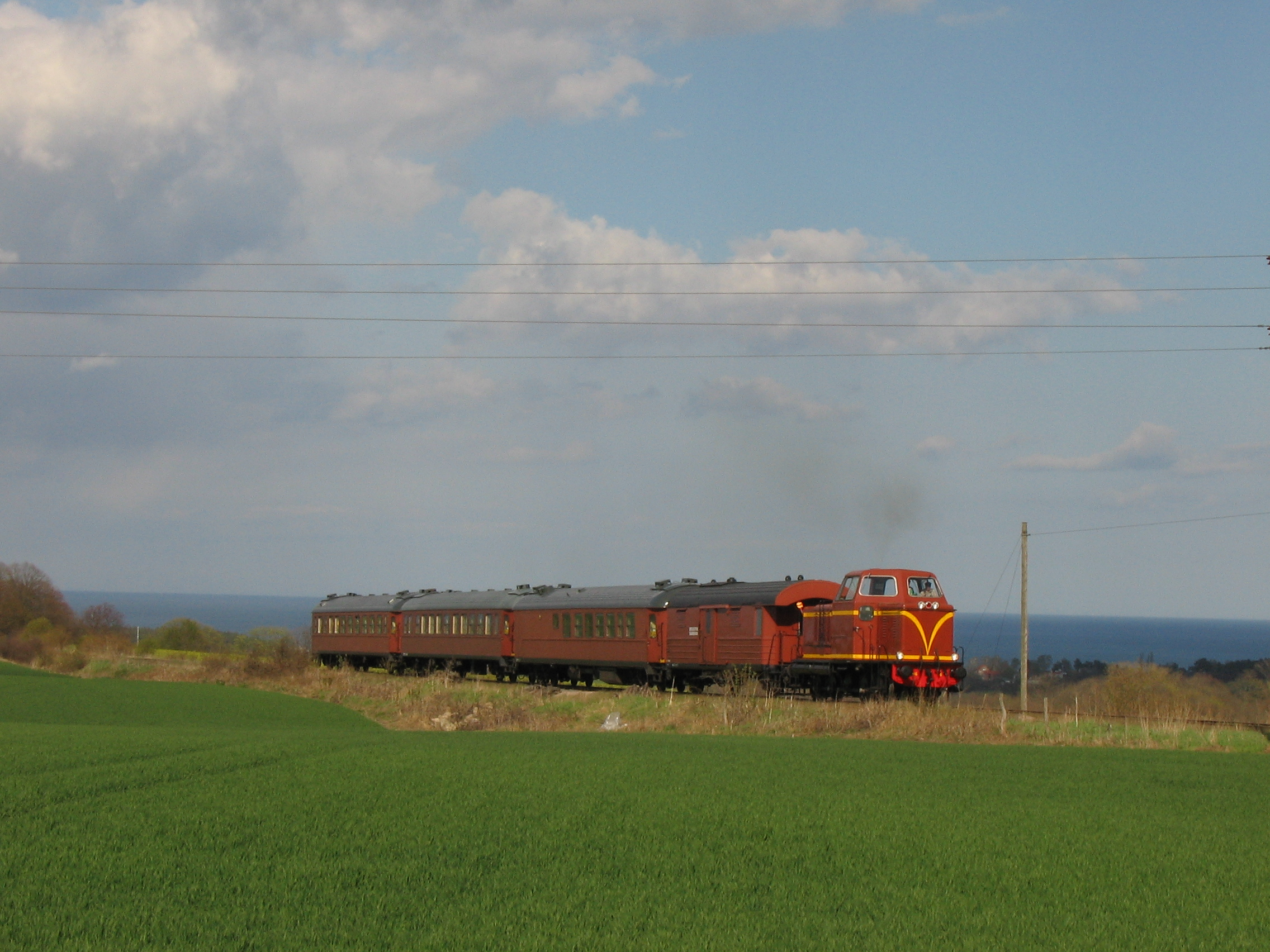
Skånska Järnvägar in 2005 tussen Vitaby en Ravlundabro

De Skånska Järnvägar (SKJ) is een museumspoorlijn die opereert op het traject tussen St. Olof en Gärsnäs. Het traject was onderdeel van de Ystad - Gärsnäs - St. Olofs Järnväg (YGSt.OJ) en heeft een lengte van 13 km.
De SKJ het traject tussen Brösarp en St. Olof. Het traject was onderdeel van de Ystad - Brösarps Järnväg (YBJ) en heeft een lengte van eveneens 13 km.
Het traject tussen St. Olof en Brösarp van de Ystad - Brösarps Järnväg (YBJ) wordt sinds 1971 door de Museumspoorlijn Skånska Järnvägar (SKJ) geëxploiteerd.
De Skånska Järnvägar (SKJ) gebruikte tussen 1970 en 1990 het traject tussen Gärsnäs en St. Olof en daarna werd het traject ingekort tussen St. Olof en Gyllebosjö.

## Bedrijfsvoering
Toen het traject van Malmö naar Ystad werd gebouwd door de Malmö - Ystads Järnväg (MYJ) en in 1874 geopend was dit het moment om te gaan samenwerken met de Ystad - Eslövs Järnväg (YEJ). Uit deze samenwerking ontstond in 1884 een samenwerkingsverband omgezet in het uitvoeren van de bedrijfsvoering.
De Ystads Järnvägar (afgekort: YJ) werd in 1912 opgericht als voortzetting van het samenwerkingsverband en de bedrijfsvoering uitvoerde bij de volgende zes onafhankelijke spoorwegonderneming:
- Ystad - Eslövs Järnväg (YEJ)
- Malmö - Ystads Järnväg (MYJ)
- Börringe - Östratorps Järnväg (BÖJ)
- Ystad - Gärsnäs - St. Olofs Järnväg (YGSt.OJ)
- Ystad - Brösarps Järnväg (YBJ)
- Ystad - Skivarps Järnväg (YSJ)

## Genationaliseerd
De YJ en de bovengenoemde ondernemingen werden op 1 juli 1941 door de staat genationaliseerd en de bedrijfsvoering over gedragen aan de SJ.